# Nikita Igorevich Akimov
Nikita Igorevich Akimov (tiếng Nga: Никита Игоревич Акимов; sinh ngày 7 tháng 8 năm 1995) là một cầu thủ bóng đá người Nga. Anh thi đấu cho F.K. Rotor-2 Volgograd.

## Sự nghiệp câu lạc bộ
Anh ra mắt chuyên nghiệp tại Giải bóng đá chuyên nghiệp quốc gia Nga cho F.K. Krasnodar-2 vào ngày 12 tháng 7 năm 2013 trong trận đấu với FC Chernomorets Novorossiysk.